# 宇部中央銀天街

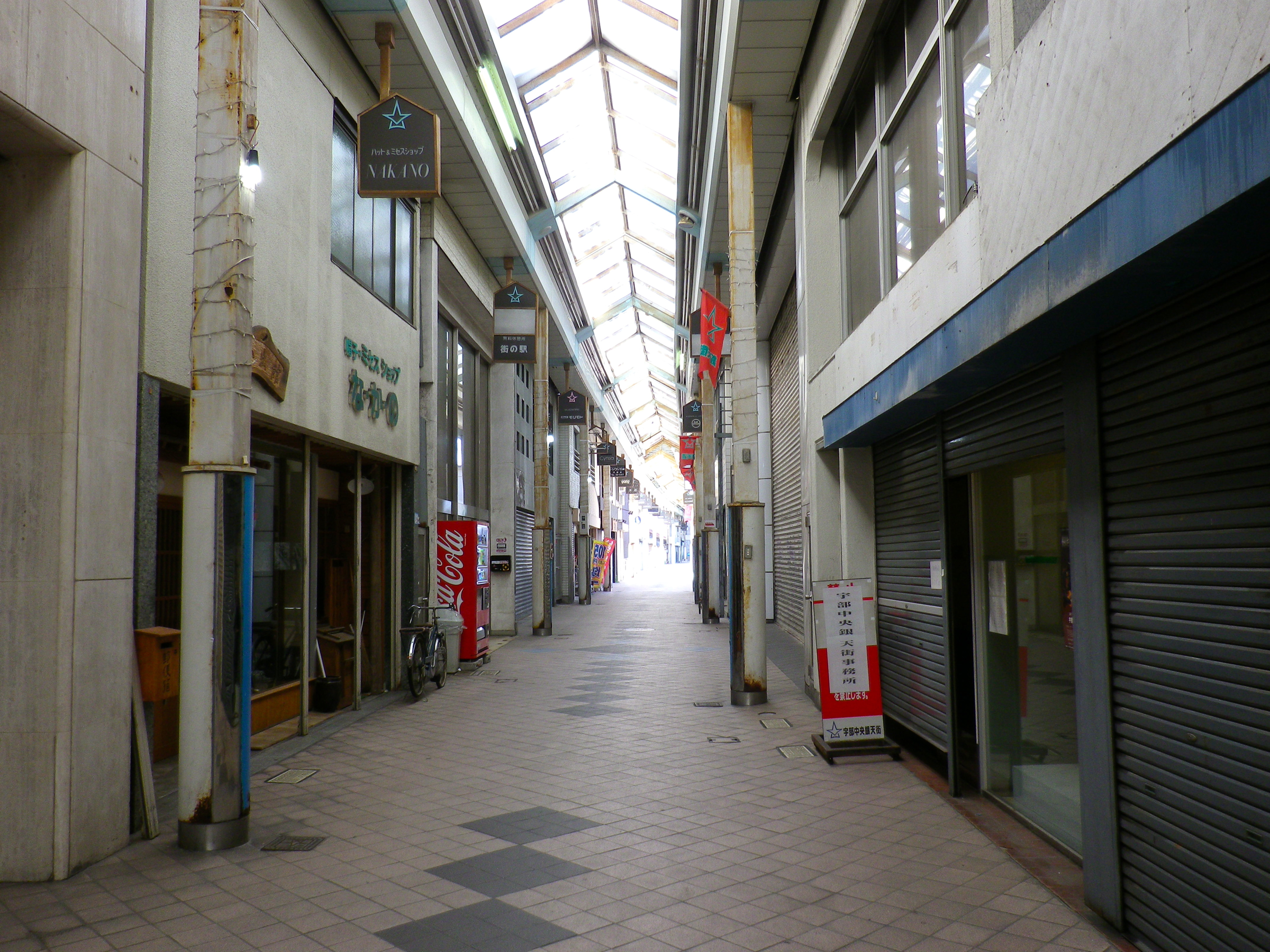
宇部中央銀天街（2011年9月8日撮影）
右手が宇部中央銀天街協同組合本部

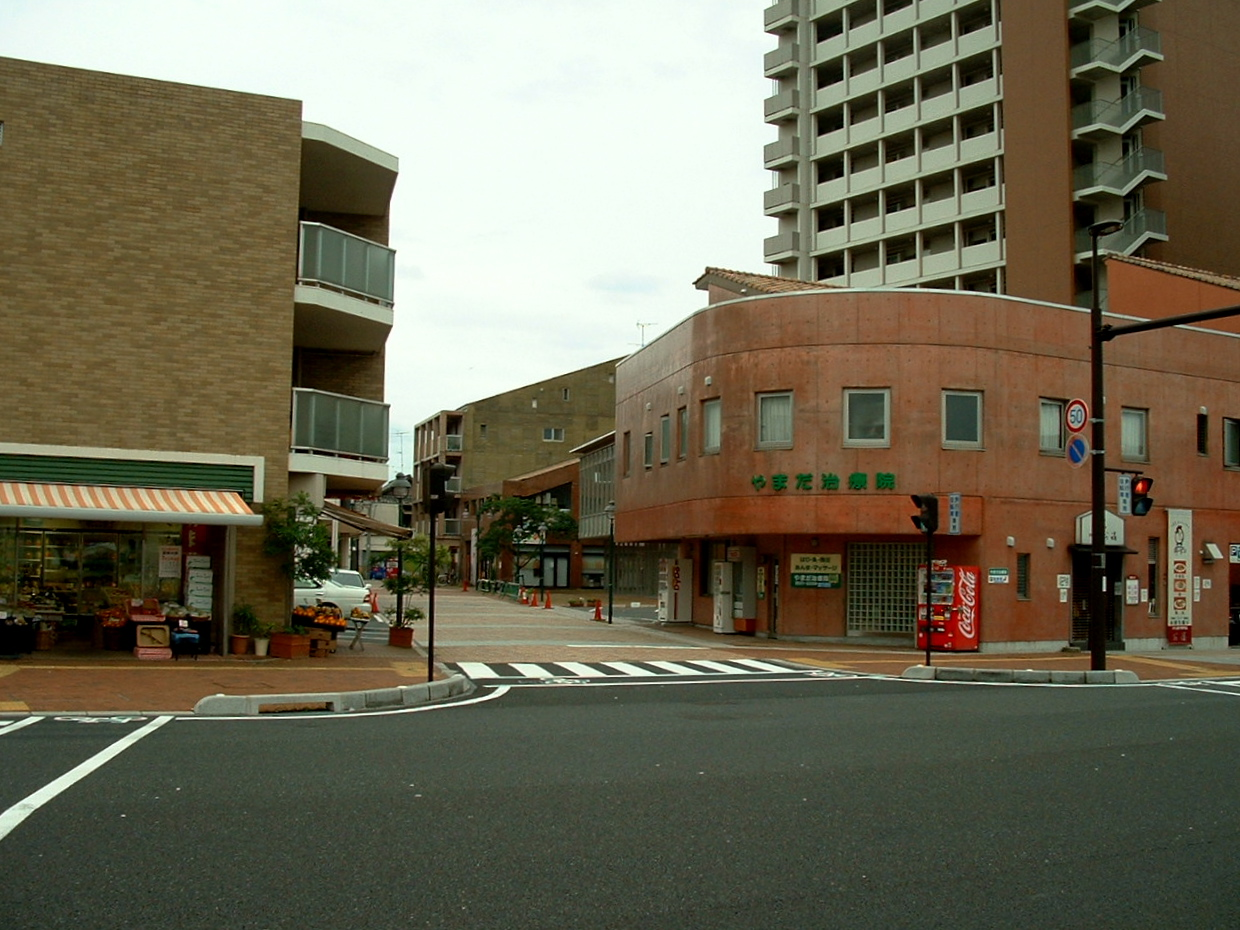
中央町三丁目の再整備地区
（2010年7月11日撮影）

宇部中央銀天街（うべちゅうおうぎんてんがい）は、山口県宇部市中央町二丁目から三丁目にかけて伸びるアーケード商店街である。

## 概要
宇部市の中心駅である宇部新川駅から近く、宇部市の中心街に位置づけられる。全長は約500m。東側はアーケード出口に中央壱番街が続き、西側は市道をはさんで三炭町商店街（商店会は解散。アーケードも撤去済み）が続く。また、宇部中央銀天街の北側（宇部新川駅側）の通りには新川駅前商店街が、南側（UBE本社・工場側）には中央町三丁目商店街が伸び、三炭町商店街と銀天街の間にはUBE本社と宇部新川駅を南北に結ぶ興産通り商店街がある。
商店街の名称である「宇部中央銀天街」は、住所の宇部市中央町と当時西日本有数の商店街であった北九州市小倉北区の魚町銀天街を由来としている。これに対し、真締川を挟み対岸に位置する宇部新天町名店街は、北九州市と並ぶ近隣の一大消費地である福岡市の新天町商店街から名付けられている。
かつては、中央壱番街に丸久（後に、ダイエーと同居。1987年（昭和62年）より再び丸久単独で、ショッピングセンター「Let's09」に改称）、銀天街内に大和中央店、新川駅前商店街に大和駅前店があり、3つの核となる大型スーパーが存在していた。特に、大和駅前店には大和タワーという高さ約50mの展望台が立てられており、宇部市のランドマーク的存在となっていた。
1983年（昭和58年）10月に、宇部市に隣接していた当時の小野田市（現・山陽小野田市）にサンパークおのだが開業し、これ皮切りに銀天街を含めた中心商店街から郊外型の大型ショッピングセンターへと客足は遠退いていった。1995年（平成7年）1月に大和駅前店が中央店に統合される形で閉店し、その翌年の1996年（平成8年）8月末（宇部市厚南地区にゆめタウン宇部が開業する直前）にLet's09が閉店した。そして1998年（平成10年）末（フジグラン宇部開店前）、最後に残った大和中央店が閉店宣言をし一旦店じまいをした。しかし、これには地元住民の反対の声が大きく大和中央店は営業を再開したものの、かつての地上6階地下1階の営業から地上2階（2階は催事場だったため事実上地上は1階のみ）地下1階へと大幅に規模を縮めた営業となっていた。その後2005年（平成17年）には地上1階のみにまで縮小され核となる大型店とはいい難い状況となり、2008年（平成20年）1月をもって閉店した。これ以降、宇部中央銀天街は核店舗の無い状況となり、現在に至る。
なお、大和中央店跡地には当初ホテルルートインの進出が予定されていたが、地権者との協議が難航し計画は頓挫した。ホテル計画の頓挫から1年を経て、2010年（平成22年）8月に12階建中規模賃貸マンションの建設計画が発表された（建築主は地権者、建設は大和ハウス工業）。
商店街西端部の中央町三丁目地区では宇部市によってインフラ整備が進められている。

## 沿革
- 1961年（昭和36年） - 宇部中央銀天街協同組合設立。
- 1988年（昭和63年） - アーケードおよびカラータイルをリニューアル。銀天プラザ開設。
- 1995年（平成7年）1月 - 大和駅前店が中央店に統合される形で閉店[2]。
- 1996年（平成8年）8月 - Let's09が閉店[2]。
- 1998年（平成10年） - 大和中央店が閉店宣言をし一旦店じまいするものの、地元の要望に応えて店舗規模を縮小した上で再開[2]。
- 2005年（平成17年）4月 - 中央町三丁目土地区画整理事業が竣工。
- 2008年（平成20年）1月 - 大和中央店が閉店。

## 周辺
- 宇部新川駅
- 宇部中央バス停
- 宇部興産ビル（旧ANAクラウンプラザホテル宇部）
- UBE宇部本社